# Anglais en Europe

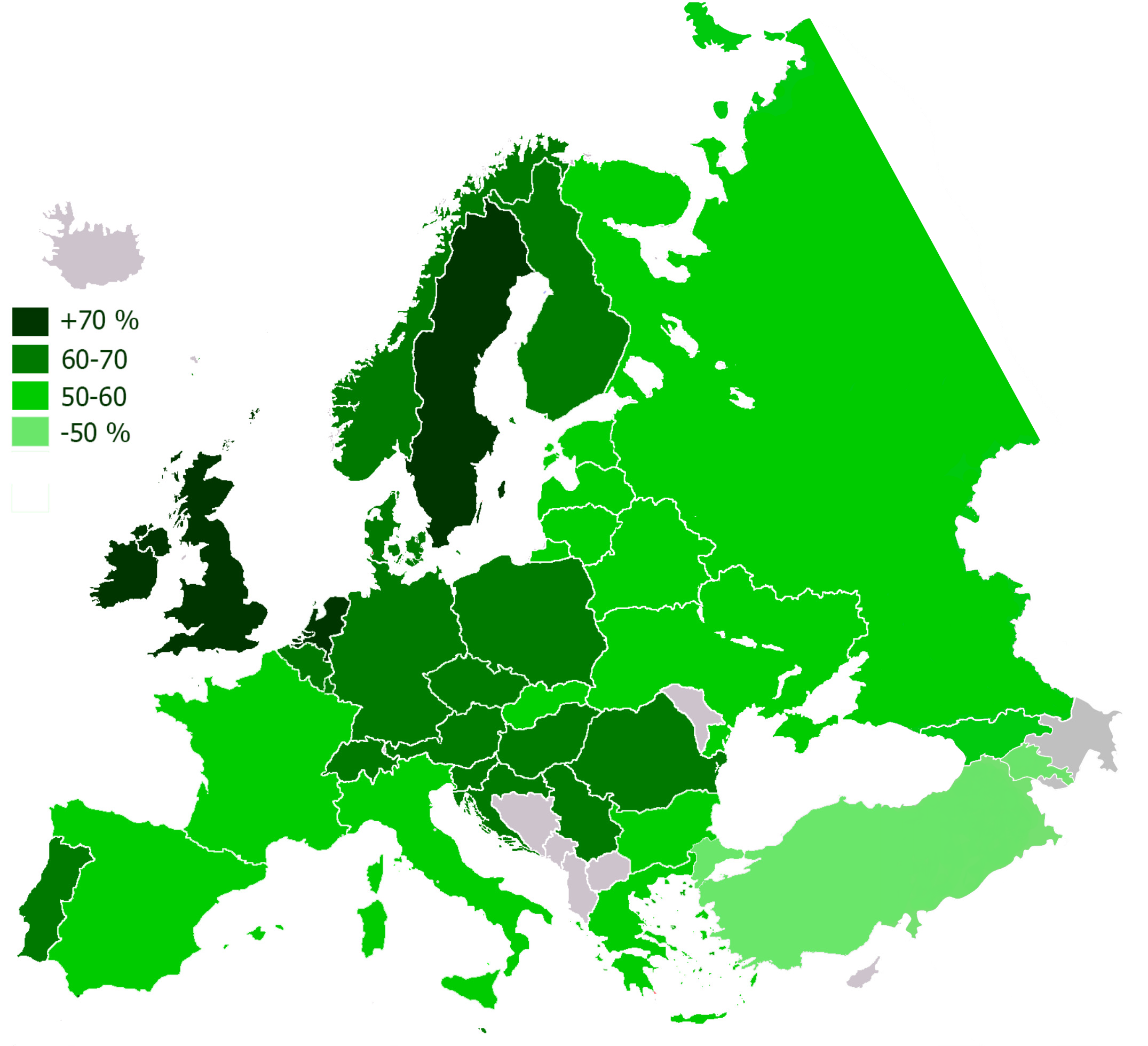
Connaissance de la langue anglaise au sein de l'Europe.

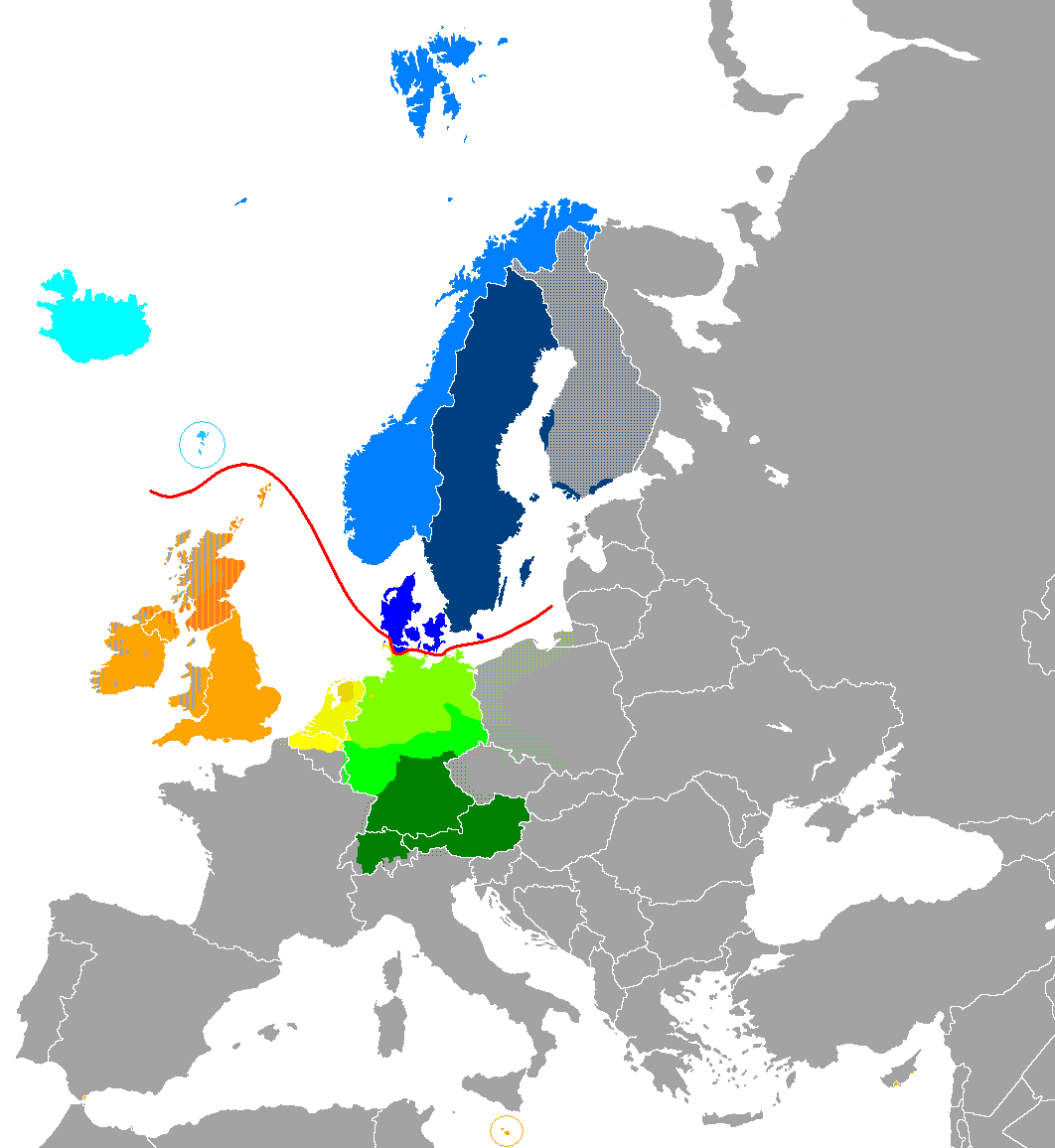
Carte des différentes langues germaniques. En orange et jaune apparaît le groupe anglo-frison.

En Europe, l'anglais est principalement la langue maternelle des habitants du Royaume-Uni (c’est-à-dire l’Angleterre, l’Écosse, le Pays de Galles et l’Irlande du Nord), la république d’Irlande et les dépendances de la Couronne. De façon plus restreinte, l’anglais est également la langue officielle de Gibraltar (qui fait partie des actuelles colonies britanniques) et de Malte (ancienne colonie). En Europe, l’anglais est aussi parlé par une partie de la population de Chypre (ancienne colonie) et de façon plus aléatoire dans d’autres lieux de l’Europe où des anglophones se sont expatriés. L’anglais est aussi parlé par ceux qui l’ont appris comme langue secondaire.

## Histoire de la langue anglaise
| Latin                                                    | ≈29% |
| Français (d'abord français anglo-normand, puis français) | ≈29% |
| Germanique                                               | ≈26% |
| Grec                                                     | ≈6%  |
| Autres                                                   | ≈10% |

Selon des sources,, l'origine des mots anglais se décompose comme suit :

L'anglais est une langue germanique occidentale (avec un apport du vieux norrois aux périodes viking), dont le vocabulaire a été enrichi par le français, à la suite de la conquête normande de l'Angleterre.
Aussi l'anglais présente-t-il une assez grande similarité lexicale avec le néerlandais, autre langue germanique occidentale (et dans une moindre mesure l'allemand). Mais la similarité lexicale avec le français, pour faible qu'elle soit, n'est pas entièrement négligeable.

## Diffusion de l'anglais
L'anglais est originaire d'Angleterre, mais s'est diffusé en d'autres lieux.

### Îles britanniques

#### Dépendances de la Couronne
Dans l'île de Man, l’anglais et le mannois sont langues officielles.
Dans le bailliage de Guernesey, seul l'anglais est langue officielle, le français ayant perdu ce statut après guerre.
En revanche, à Jersey, le français reste langue officielle à côté de l'anglais, même si l'anglais est la langue majoritaire. Le jèrriais, forme locale du normand, a été reconnu le 12 février 2019.

## Usage contemporain de l'anglais en Europe

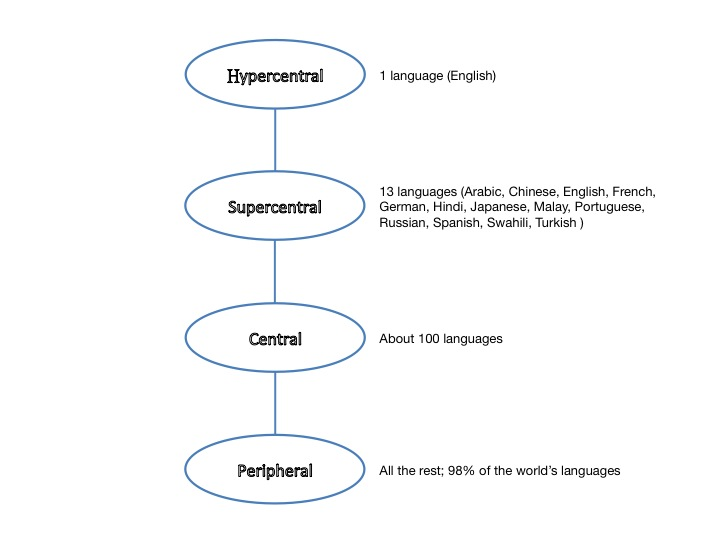
Selon de Swaan (2001) : 1 langue hypercentrale (anglais) ; 13 langues supercentrales (arabe, mandarin, anglais, français, allemand, hindi, japonais, malais, portugais, russe, espagnol, swahili, turc) ; langues centrales (environ 100) ; langues périphériques (toutes les autres, 98 % des langues du monde).

### Europe continentale
Après le Brexit, il est possible que l'anglais continental suive sa propre évolution, indépendamment de l'anglais britannique. Ainsi, il est courant d’entendre :
We were five au lieu de There were five of us (« nous étions cinq »)
I'm coming from Spain au lieu de I come from Spain (« je viens d'Espagne »).
Peut-être même l'anglais américain va-t-il dominer en Europe, en lieu et place de l'anglais britannique.

### Union européenne
Les citoyens maltais et irlandais représentent 1,2 % de la population de l'Union européenne (UE). Le reste de la population de l'UE ne parle pas anglais comme langue maternelle. Mais l'anglais prend le rôle de lingua franca.
Paradoxalement, le Brexit renforcerait la dominance de l'anglais au sein de l'Union européenne, tendance à laquelle ni le Luxembourg, ni la Belgique ni la France ne pourraient durablement s'opposer, selon le site Politico.
Les sites des agences de l'Union européenne sont soit totalement en anglais, soit majoritairement en anglais. Le site principal de l'UE lui-même ne propose qu'en anglais un nombre important de documents.